# Rui Gonçalves

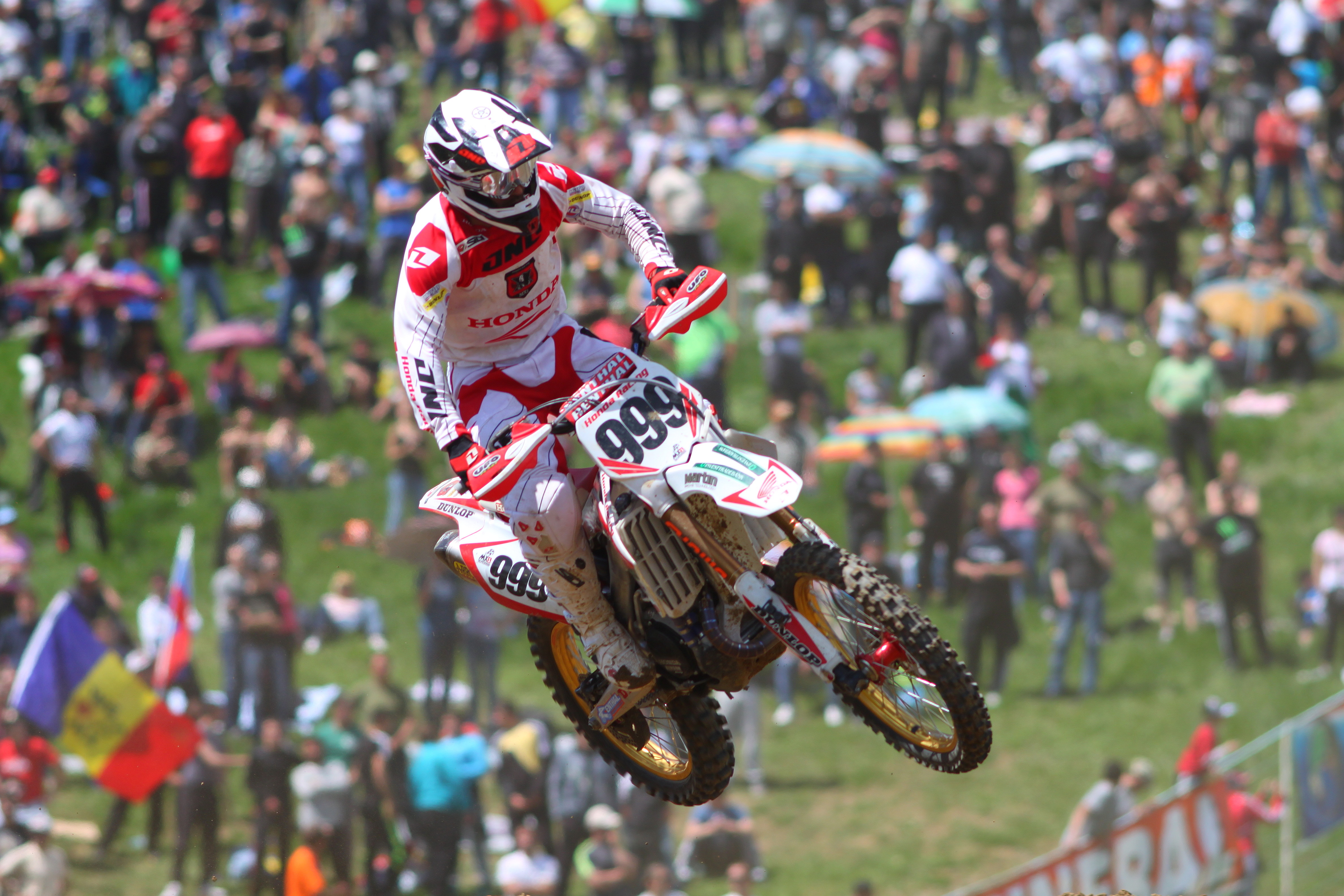
Rui Gonçalves in 2012

Rui Gonçalves (Vidago, 17 mei 1985) is een Portugees voormalig motorcrosser.

## Carrière
Gonçalves reed voor het eerst met een motortje in 1993. Hij maakte zijn debuut in het Wereldkampioenschap motorcross MX2 in 2002. In 2004 kende hij zijn eerste successen, met Yamaha. Hij wist een aantal keer in de top tien te finishen en werd zestiende in de eindstand van het WK. In 2005 zette hij enkele stappen voorwaarts door regelmatiger te presteren en wist het seizoen af te sluiten als tiende. In 2006 schakelde hij over op KTM, en kwam enkele keren dicht bij een podiumplaats. Gonçalves sloot het seizoen af op de zevende plaats. Het seizoen 2007 werd geplaagd door enkele blessures, maar Gonçalves stond wel tweemaal op het podium in de tweede helft van het seizoen. Uiteindelijk werd hij nog elfde in het eindklassement. Vanaf 2008 kreeg Gonçalves een plek in het fabrieksteam van KTM. Hij stond slechts eenmaal op het podium, maar werd wel knap vijfde in de eindstand. In 2009 brak Gonçalves door aan de top. Hij won vier Grands Prix en stond nog drie keer op het podium. Gonçalves werd vice-wereldkampioen achter Marvin Musquin, die halfweg het seizoen zijn ploegmaat werd.
In 2010 maakte Gonçalves de overstap naar de MX1-klasse. Hij bleef bij KTM als ploegmaat van Antonio Cairoli en Maximilian Nagl. Gonçalves miste het begin van het seizoen door een blessure, en had wat tijd nodig om zich aan te passen. Hij behaalde geen podia en werd elfde in de eindstand. Voor 2011 tekende Gonçalves een overeenkomst van twee jaar met Honda, en werd zo ploegmaat met Evgeny Bobryshev. Hij stond eenmaal op het podium en eindigde als zesde in het kampioenschap. In 2012 verliep het iets moeizamer, en Gonçalves miste de laatste wedstrijden van het seizoen door een blessure. Hij eindigde als tiende. Voor 2013 had Gonçalves een overeenkomst met het (toenmalige) KTM-team van Formule 1-piloot Kimi Räikkönen. Hij miste weer een paar wedstrijden door blessures en werd pas dertiende. In 2014 ging Gonçalves naar een Brits Yamahateam. Hij had het behoorlijk moeilijk en kwam niet verder dan de elfde plaats algemeen. Voor 2015 heeft Gonçalves een overeenkomst met Husqvarna.
Gonçalves maakte al een aantal keer deel uit van het Portugese team voor de Motorcross der Naties.

## Palmares
| 1 | 26-04-2009 | Benelux (Nederland) | Valkenswaard |
| 2 | 10-05-2009 | Portugal            | Águeda       |
| 3 | 28-06-2009 | Letland             | Ķegums       |
| 4 | 05-07-2009 | Zweden              | Uddevalla    |